# Edmond Agius
Edmond Agius (ur. 23 lutego 1987) – maltański piłkarz grający na pozycji pomocnika. Od lata 2008 roku jest zawodnikiem klubu Valletta FC. W reprezentacji Malty zadebiutował w 2012 roku. Do 5 października 2013 roku rozegrał w niej 2 mecze.